# Libéral Bruant
Libéral Bruant (n. cca 1635, Paris - d. 22 noiembrie 1697), a fost un arhitect francez, celebru pentru ansamblul arhitectural Domul Invalizilor din Paris.
Libéral Bruant este cel mai cunoscut arhitect din familia sa, care a dat Franței o serie de arhitecți între secolele XVI și XVII.